# Bionic (canción)
«Bionic» es una canción grabada por la cantante de pop estadounidense Christina Aguilera, para su cuarto álbum de estudio del mismo nombre, Bionic (2010). La canción fue escrita por Aguilera, Harper Kalenna y coescrita y producida por John Hill y Switch. Es una canción de pop electrónico, que según Aguilera es un divertido paseo a la "Mujer Biónica" que se había convertido en la última década.
La canción recibió críticas positivas de los críticos de música, algunos críticos compararon la canción con los de Santigold y Janet Jackson. Aguilera interpretó la canción como un junto a "Not Myself Tonight" en varios lugares, incluyendo los 2010 MTV Movie Awards, en esta ocasión junto con la canción "Woohoo" perteneciente del mismo álbum. También lo interpretó "Bionic" en Today Show y VH1 Storytellers. La actuación en los MTV Movie recibido elogiado por la crítica, que señalaron que se trataba de una actuación feroz y fuerte, a la vez que alaba sus imágenes.
La canción llegó a la lista Billboard Hot 100 y Digital Songs de Estados Unidos y en Gaon Chart de Corea del Sur.

## Antecedentes
El 12 de enero de 2008, Aguilera dio a luz a su hijo, Max Liron Bratman. El cantante explicó a Hoy anfitrión Matt Lauer cómo ser madre sirvió de inspiración para las aventuras sónicas de Bionic.

Me inspiré totalmente por una gran cantidad de música electrónica cuando nació mi hijo y ambos estaban escuchando lo mucho juntos ". "Usted sabe, tener un hijo te hace pensar en el futuro y la próxima generación, y me inspiró realmente por la electrónica, que es por lo que no todo vale con su sonido y la tecnología, y yo quería realmente experimentar con eso. Él sin duda inspiró a una parte muy lúdica de mí que no tuviera antes de tenerlo. Él realmente inspirado este álbum ... y me consiguió realmente en contacto con mis raíces originales del pop de hace una década, así que ha sido muy divertido "
Christina Aguilera.

## Producción
"Bionic" fue escrita por Aguilera, Kalenna Harper, John Hill y conmutador y producido por Hill and Switch. Harper es uno de los miembros femeninos de Dirty Money, Switch es una compositora británica M.I.A., Onociy Juan Hill que es conocido por su trabajo con Santigold. Se trata de una electrónica canción con industrial-meets-tribal producción con eco cargado de invitación a salir de viaje hacia el nuevo milenio. Mecánica de estampación y algunos re vocal muestreo de amplificar la energía en el puente, como algunos sintetizadores electrónicos disminuyen en liquidación para redondear el gancho. En el medio de la canción, Aguilera explica su nombre: "X-x-x-t-t-t-i-i-i-n-n-n-n-n-a". En el coro, ella canta: "Bionic, tan maldito Bionic, te va a llegar con mi cohete supersónico electrónico, ay". Mientras que en el segundo verso, ella declara: "Muchas veces imitado, no duplicar, no puede ser reemplazado" La canción fue altamente comparación a Santigold pistas, que son también producidos por Hill.

## Recepción

### Crítica
Becky Bain de idólatra escribió que "De hecho, apenas suena como Christina (o Xtina) que hemos llegado a conocer a lo largo de los años. No hay notas de alimentación rimbombantes o largos recorridos vocales, y ella las riendas de su voz a simplemente recitar algunos versos en lugar de cantarlas". "Esta canción muestra más de las direcciones nuevas aventuras Christina dijo que espera probar en este álbum. Nos gusta!, «Bionic» no es exactamente el material único, sino como un abridor de álbum, vamos a tomarlo. Bradley Stern, de "MuuMuse", escribió una crítica positiva, al comentar: "Para dar comienzo el nuevo disco viene su dubstep cargado de canción que mientras que un número excelente suena como si se sacan directamente de las sesiones de grabación del álbum debut de Santigold allá por 2008. No es de extrañar, ya que los productores de la canción son los mismos que trabajó por primera vez con Santigold, pero la expectativa general detrás de una colaboración artista-productor es un término medio creativo que suena completamente nuevo". Michael Cragg de MusicOMH escribió que la canción "suena igual que un Santigold pista, que no es malo ". Omar Kholeif de PopMatters escribió: "La apertura de" Bionic "., por ejemplo, es un número descomunal electrónico" Melinda Newman de HitFix escribió que "es una canción futurista, electrónico, con ritmos interesantes. Piense Janet Jackson "Rhythm Nation", pero no es tan cautivadora". Daily Star escribió que "Es una lasciva, salpicado de lujo, que recuerda a Rihanna y Santigold ".

## Presentaciones

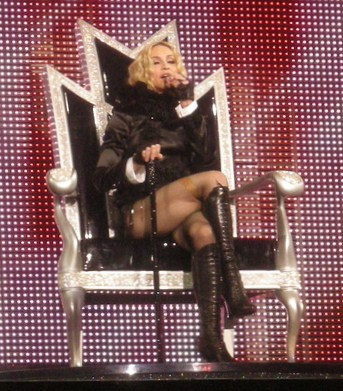
La actuación de Aguilera de "Bionic" y "Not Myself Tonight" en los MTV Movie Awards el 6 de junio de 2010 fue comparada con Madonna y su tour de 2008-09 Sticky & Sweet Tour.

El 6 de junio de 2010, Aguilera interpretó "Bionic" por primera vez en los MTV Movie Awards 2010, celebrados en el Gibson Amphitheatre en Los Ángeles, California. Allí, ella cantó la canción como la introducción de "Not Myself Tonight" y "Woohoo". Durante la interpretación de "Bionic" y "Not Myself Tonight" se vistió con un traje de "diamantes incrustados en piezas" mientras está sentado en un "trono dorado" y comenzó a rapear las primeras líneas de la canción, con el pelo rizado de platino, se parece a Madonna durante el último tour de Sticky & Sweet Tour (2008-09). Entonces, caminó sobre el escenario, con la vestimenta de plata y negro con bailarines de respaldo en "cuero" comenzó a lanzar golpes, y disparos de láser resonaron a través de la audiencia. La actuación fue recibida con críticas negativas y sobre todo no pudo ganar el impacto de los medios de comunicación. Tamar Anitai para MTV Buzzworthy "no me impresionó el rendimiento de ella", resumiendo que "era todo acerca de su yo-soy-todavía-una-diva a voces", demostración de la etapa frenética, y solo para adultos (insinuaciones)... Y entonces sucedió eso". New York Post con el editor Jarett Wieselman criticaron la parte de Aguilera, escribiendo que "parecía menos como un escaparate y más como una tienda de mascotas va de la venta del negocio. Todo fue puesto en exhibición en la esperanza de que al menos un elemento sería llamar la atención de alguien y evitar la eutanasia". En un punto de vista positivo, James Montgomery de MTV News elogió su busca como "una reina del siglo 23" y el espectáculo "tiene millones de personas en todo caliente".
El 8 de junio de 2010, Aguilera interpretó "Bionic", como la introducción de "Not Myself Tonight" de nuevo en The Today Show, entre con "Beautiful", "Fighter" y "You Lost Me". seleccionado como el primer partido de la serie, se lleva a cabo en sus "medias con brillantes" y "mini-shorts rojos". Following the highly criticized performance at the 2010 MTV Movie Awards, Aguilera's performance at The Today Show was well-received by most critics. Tras la actuación muy criticada en los MTV Movie Awards de 2010, el rendimiento de Aguilera en The Today Show fue bien recibido por los mayoría de los críticos. James Dinh para MTV News lo nombró "agresivo". Mientras que Erika Brooks Adickman para Idolator llama el desempeño de un "espectáculo armario caliente en lío". Simon Vozick-Levinson para Music Mix fue muy positiva en la parte de "Bionic" y "Not Myself Tonight". Él escribió que las dos canciones no son "memorable", sin embargo el rendimiento "voló" lo lejos, con "definitivamente mejor voz que ella estaba". Más tarde ese mes, las actuaciones de la cantante durante los VH1 Storytellers salió al aire el 13 de junio. Para abrir el programa, Aguilera cantó "Bionic" y "Not Myself Tonight", con "Beautiful" como el seguimiento.

### Comercial
Después del lanzamiento de Bionic, la canción debutó en dos listas nacionales de Estados Unidos debido a las fuertes ventas de descargas digitales. En Corea del Sur, que debutó en la lista de singles del internacional en el número 23 durante la semana del 6 al 12 de julio de 2010. La siguiente semana cayó cinco puestos hasta el número 28. En los Estados Unidos, "Bionic" debutó en el número 40 en la lista Hot Digital Songs y se mantuvo en la tabla por una semana. Posteriormente debutó en el número 66 en la lista de popularidad Billboard Hot 100.

## Listas de popularidad
| América        |                   |    |
| Estados Unidos | Billboard Hot 100 | 66 |
| Estados Unidos | Digital Songs     | 39 |
| Corea del Sur  | Gaon Chart        | 23 |